# 梅莱 (卢瓦-谢尔省)
梅莱（法語：Meslay，法語發音：[mɛlɛ] ⓘ）是法国卢瓦-谢尔省的一个市镇，属于旺多姆区。

## 地理
梅莱（47°48'42"N, 1°5'57"E）面积7.18 平方千米，位于法国中央-卢瓦尔河谷大区卢瓦-谢尔省，该省份为法国中北部省份，北起厄尔-卢瓦省，东北接卢瓦雷省，东南接谢尔省，南至安德尔省，西南接安德尔-卢瓦尔省，西北接萨尔特省。
与梅莱接壤的市镇（或旧市镇、城区）包括：阿雷讷、库洛米耶拉图尔、罗塞、圣菲尔曼代普雷、圣旺。

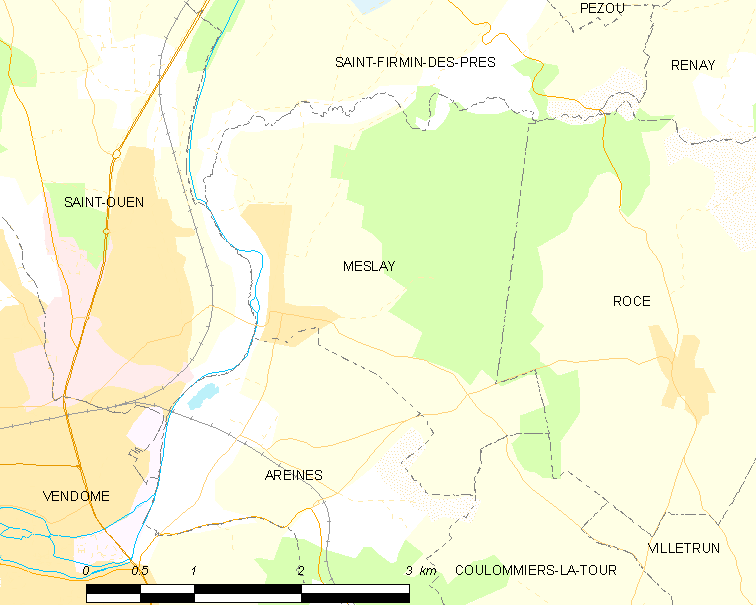
的OSM定位图

梅莱的时区为UTC+01:00、UTC+02:00（夏令时）。

## 行政
梅莱的邮政编码为41100，INSEE市镇编码为41138。

## 政治
梅莱所属的省级选区为旺多姆县。

## 人口

1962-2008年间人口变化图示

梅莱于2022年1月1日时的人口数量为302人。